# Теракт в Чарсадде (2011)
Террористический акт в Чарсадде произошёл 13 мая 2011 года, целью атаки стали сотрудники пограничной полиции Пакистана.

## Ход атаки
13 мая 2011 года террорист-смертник привёл в действие взрывное устройство находясь в заминированном автомобиле. В результате атаки погибло 80 человек, ещё около 120 получили ранения различной степени тяжести. Все погибшие были молодыми людьми, которые проходили подготовку в тренировочном центре пограничной полиции и готовились стать полицейскими. Ответственность за теракт взяла на себя радикальная суннитская группировка Техрик Талибан-и-Пакистан.